# Xe tăng siêu nhẹ Type 94
Khinh tăng kiểu 94 (九四式軽装甲車, (Cửu Tứ Thức Khinh Trang Giáp Xa) Kyūyon-shiki keisōkōsha)  - Có nghĩa là "Xe bọc thép hạng nhẹ loại 94", còn được gọi là TK, Viết tắt của Tokushu Keninsha, nghĩa đen là "Máy kéo đặc biệt". Nó là một loại khinh tăng tăng được Lục quân đế quốc Nhật Bản sử dụng trong Chiến tranh Trung-Nhật lần thứ hai, tại Nomonhan để chống lại Liên Xô và trong Chiến tranh thế giới thứ hai. Khinh tăng thông thường chỉ được sử dụng như một loại máy kéo đạn được và hỗ trợ bộ binh nói chung, chúng chỉ được thiết kế để trinh sát thay vì để chiến đấu trực tiếp. Nhưng khinh tăng Kiểu 94 lại tỏ ra hiệu quả ở Trung Quốc vì Quốc dân đảng chỉ có ba tiểu đoàn xe tăng để chống lại Nhật Bản, hầu hết chỉ được trang bị vài mẫu xe lỗi thời được xuất khẩu từ Anh cùng Khinh tăng của Ý. Giống như hầu hết các loại Khinh tăng được chế tạo trong những năm 1920 và 1930, chúng sở hữu lớp giáp mỏng có thể bị xuyên thủng dễ đàng bởi hỏa lực súng máy cỡ nòng 12.7 ly ở cự ly khoảng 500 m.

## Lịch sử và phát triển
Từ những năm 1920, Lục quân Đế quốc Nhật Bản đã thử nghiệm nhiều loại xe tăng hạng nhẹ của Châu Âu, bao gồm một số chiếc Renault FT, và quyết định được đưa ra vào năm 1929 để tiến hành phát triển trong nước một phương tiện mới dựa phần lớn vào thiết kế của khinh tăng Carden Loyd  để giải quyết những khiếm khuyết của các loại xe bọc thép bánh lốp hiện có.
Nỗ lực ban đầu đã cho ra đời dòng khinh tăng Kiểu 92 Jyu-Sokosha được sử dụng bởi kỵ binh. Nhưng sau đó, các chỉ huy lục quân Nhật Bản lại cảm thấy rằng một chiếc xe tương tự sẽ hữu ích hơn ở vai trò hỗ trợ vận chuyển, trinh sát và thông tin liên lạc trong các sư đoàn bộ binh.
Sau đó, một xu hướng phát triển khinh tăng mới đã xuất hiện ở Châu Âu vào đầu những năm 1930, được dẫn đầu bởi loại khinh tăng Carden Loyd. IJA đã nhanh chóng đặt hàng sáu mẫu từ Vương quốc Anh sau đó, cùng với một số xe Renault UE Chenillette của Pháp và đã tiến hành các thử nghiệm thực địa với chúng. Nhưng IJA sau đó cho rằng các loại khinh tăng của Anh và Pháp là quá nhỏ trên thực tế, và họ đã bắt đầu một kế hoạch khác cho một phiên bản khinh tăng lớn hơn - Tokushu Keninsha (TK, Nghĩa là "Máy kéo đặc biệt"). Lục quân Đế quốc Nhật Bản cũng đã thử nghiệm nhiều loại xe bọc thép bánh lốp khác với thành công hạn chế khi mà chúng không phù hợp với hầu hết các hoạt động ở Mãn Châu do điều kiện đường xá kém và khí hậu mùa đông khắc nghiệt.
Thiết kế của Kiểu 94 được bắt đầu văo năm 1932. Việc phát triển nó đã được trao cho Nhà máy điện ga Tokyo (Sau này được gọi là Hino Motors) vào năm 1933, một mô hình thử nghiệm đã được hoàn thành sau đó vào năm 1934. Nó là một loại xe bánh xích hạng nhẹ với tháp pháo được trang bị một khẩu súng máy, nó còn có thể được sử dụng để vận chuyển hàng hóa khi có thể kéo một chiếc xe kéo chở đạn dược. Sau khi được thử nghiệm ở cả Mãn Châu và Nhật Bản, thiết kế đã được tiêu chuẩn hóa. Nó đã được phân loại lại thành Kiểu 94 (hay Kiểu 2594; Khinh tăng) và được thiết kế dưới vai trò trinh sát, nhưng cũng có thể được sử dụng để hỗ trợ hỏa lực cho các cuộc tấn công vào bộ binh cũng như vận chuyển hàng hóa tiếp tế. Nó được đưa vào hoạt động chính thức năm 1935. Kiểu 93 sau đó được thay thế bằng khinh tăng Kiểu 97 Te-Ke, được thiết kế như một phương tiện trinh sát nhanh.
Điều kỳ lạ là theo nhiều nguồn tin của Anh và Mỹ, họ đã nhầm lẫn Xe tăng kỵ binh Kiểu 92 - loại chỉ được sản xuất với số lượng 167 chếc - với Kiểu 94 Te-ke. Mặc dù Kiểu 94 là kiểu xe hầu như luôn được nhìn thấy ở mọi mặt trận khác nhau trong Chiến tranh Thái Bình Dương.

## Thiết kế

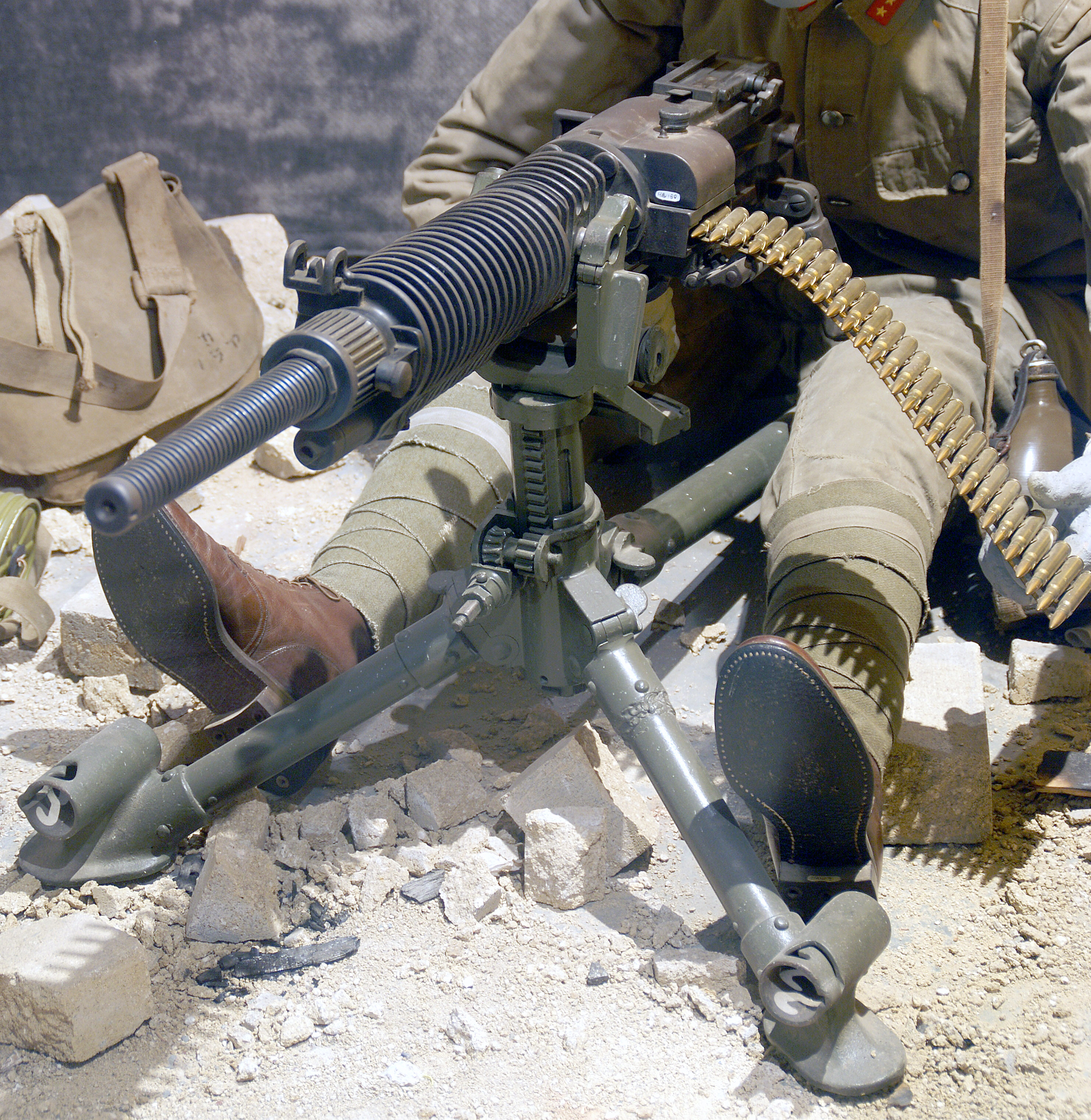
Súng máy hạng nặng Kiểu 92 với cỡ đạn 7,7 x 58 mm

Thiết kế của kiểu 94 được lấy cảm hứng từ những chiếc khinh tăng Carden-Loyd Mark VIb của Anh. IJA đã nhận được 6 chiếc như vậy vào năm 1930. mặc dù người nhật cho rằng thiết kế của cả Carden Loyd và Renault UE đều quá nhỏ, nhưng họ thích một số tính năng nhất định của mỗi chiếc. Thân xe của Kiểu 94 được kết cấu và gia cố bằng đinh tán và hàn, với một động cơ được đặt ở phía trước đầu xe, nằm bên trái lái xe. động cơ của nó là động cơ xăng làm mắt bằng không khí, công suất 35 mã lực (26kw) tại 2.500 vòng / phút. giống như nhiều loại xe bọc thép khác của Nhật Bản, được tạo ra nhằm mục đích phục vụ trong điều kiện nắng nóng của Châu Á, động cơ của Kiểu 94 được bọc một lớp cách nhiệt bằng Amiăng nhằm bảo vệ người ngồi trong xe khỏi sức nóng của nó. Người chỉ huy kiêm xạ thủ sẽ đứng bên trong một tháp pháo nhỏ (xoay thủ công) nằm trên phần sau của thân xe. một cửa lớn gắn lên phía sau thân xe thông bên ngoài với khoang bên trong, dùng để di chuyển, ra vào phương tiện của kíp chiến đấu.

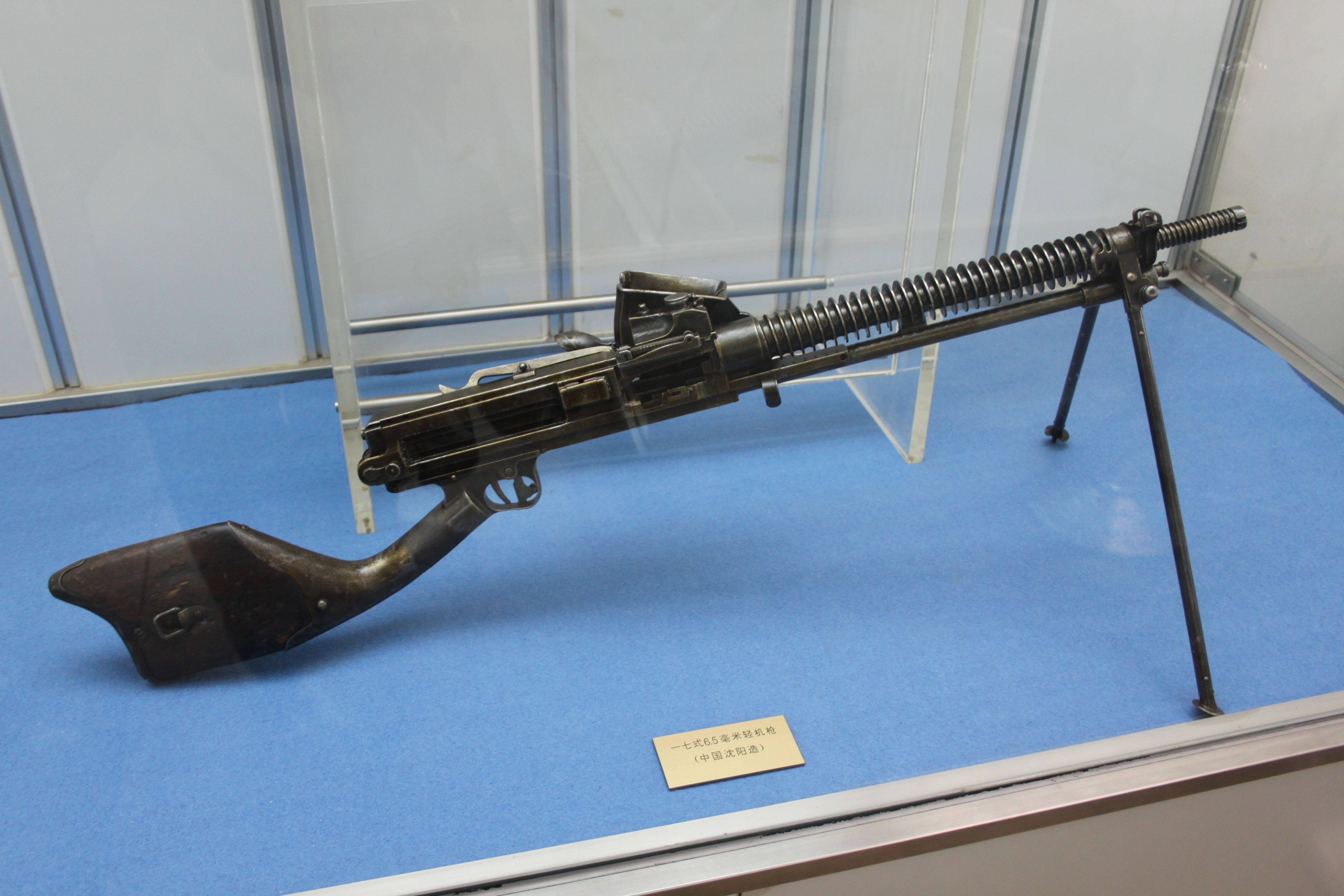
Súng máy hạng nhẹ Kiểu 11, sau được cải tiến thành súng máy hạng nhẹ Kiểu 91 để lắp trên tháp pháo các phương tiện

Ban đầu, vũ khí được trang bị cho khinh tăng kiểu 94 là Súng máy hạng nhẹ 6,5 x 50 mm Kiểu 91, nhưng sau đó các mẫu sau này đã được trang bị Súng máy hạng nặng 7,7 x 58 mm Kiểu 92. Hệ thống treo của xe bao gồm trục khuỷu với bốn bánh đỡ - mỗi bên hai chiếc.
Mỗi bánh đỡ có hai bánh xe lốp cao su nhỏ, với đĩa truyền động kết nối với động cơ nằm ở phía trước và bánh không tải nằm ở phía sau. nó còn có bốn bánh lăn đỡ (track-return rollers) với hai chiếc mỗi bên có nhiệm vụ đỡ xích xe tăng. Trong phục vụ chiến đấu, Kiểu 94 được phát hiện có xu hướng lao thẳng vào các khúc cua ở tốc độ cao, điều đó khiến công việc thiết kế lại tiếp tục được thực hiện vào năm 1937 đối với hệ thống treo và bánh không tải nhỏ phía sau được thay thế bằng một bánh không tải có đường kính lớn hơn, được treo từ một tay đòn và bây giờ đã có thể tiếp xúc với mặt đất, dù vậy, nó không hoàn toàn giải quyết được vấn đề. Các mô hình sau đó của kiểu 94 đã có hệ thống treo được sửa đổi với bánh xe không tải đường kính lớn hơn trên khung gầm dài hơn. điều này làm tăng chiều dài của chiếc khinh tăng này từ 3,08 m lên 3,35 m.

### Các biến thể
Các biến thể đa dạng của Kiểu 94 đã được sản xuất, trong đó bao gồm các biến thể được sử dụng để phục vụ chiến tranh hóa học của Nhật Bản như "Phương tiện khử trùng" Kiểu 94 và "Phương tiện phát tán khí mù tạt" Kiểu 94. Ngoài ra, các biến thể được dùng cho các mục đích hậu cần còn có "Máy trồng cột" Kiểu 94 và "Máy đặt cáp" Kiểu 94, với cái đầu tiên được sử dụng để đặt cột điện báo còn chiếc thứ hai được sử dụng để đặt cáp điện báo.

## Hoạt động

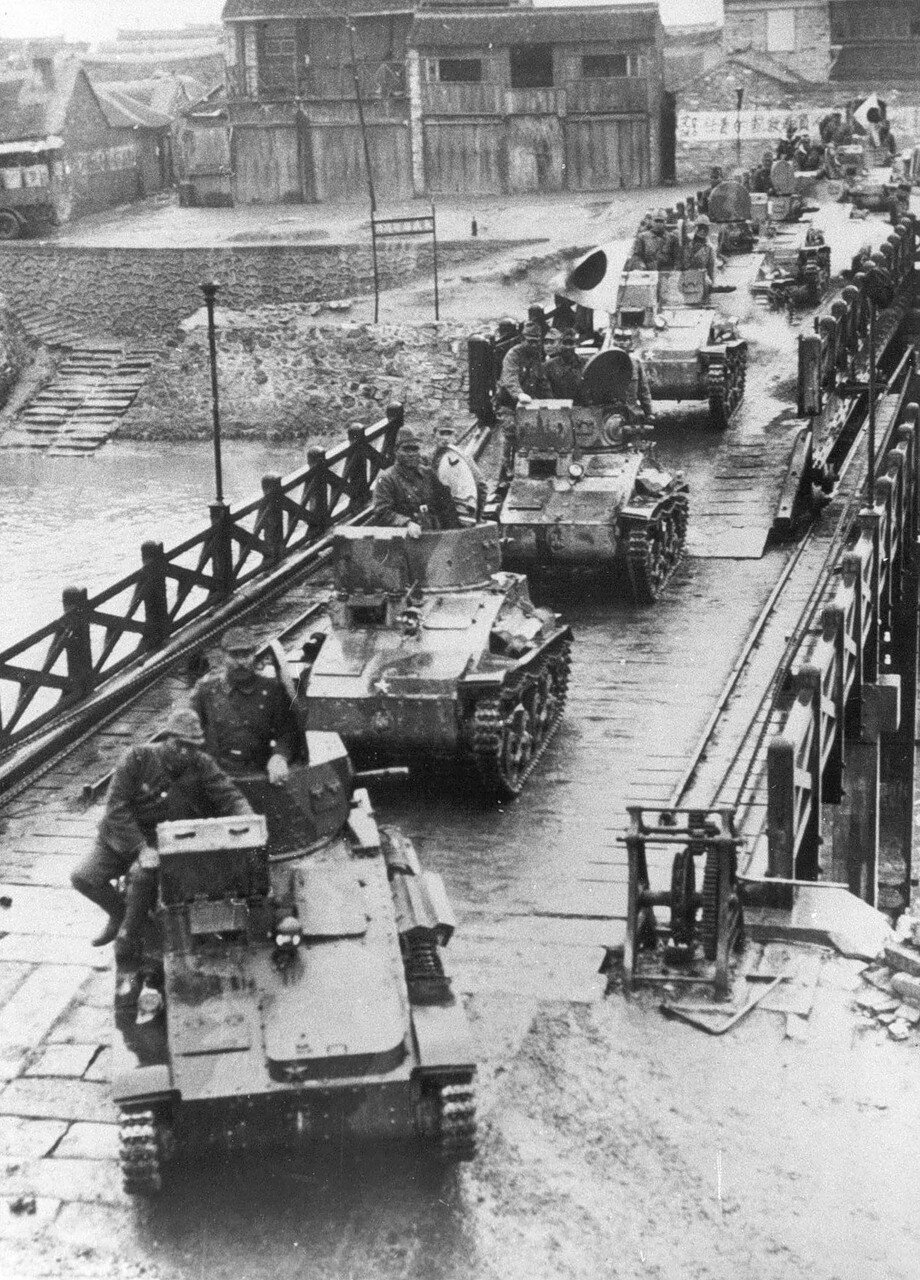
Một đoàn xe khinh tăng Kiểu 94, khoảng năm 1935

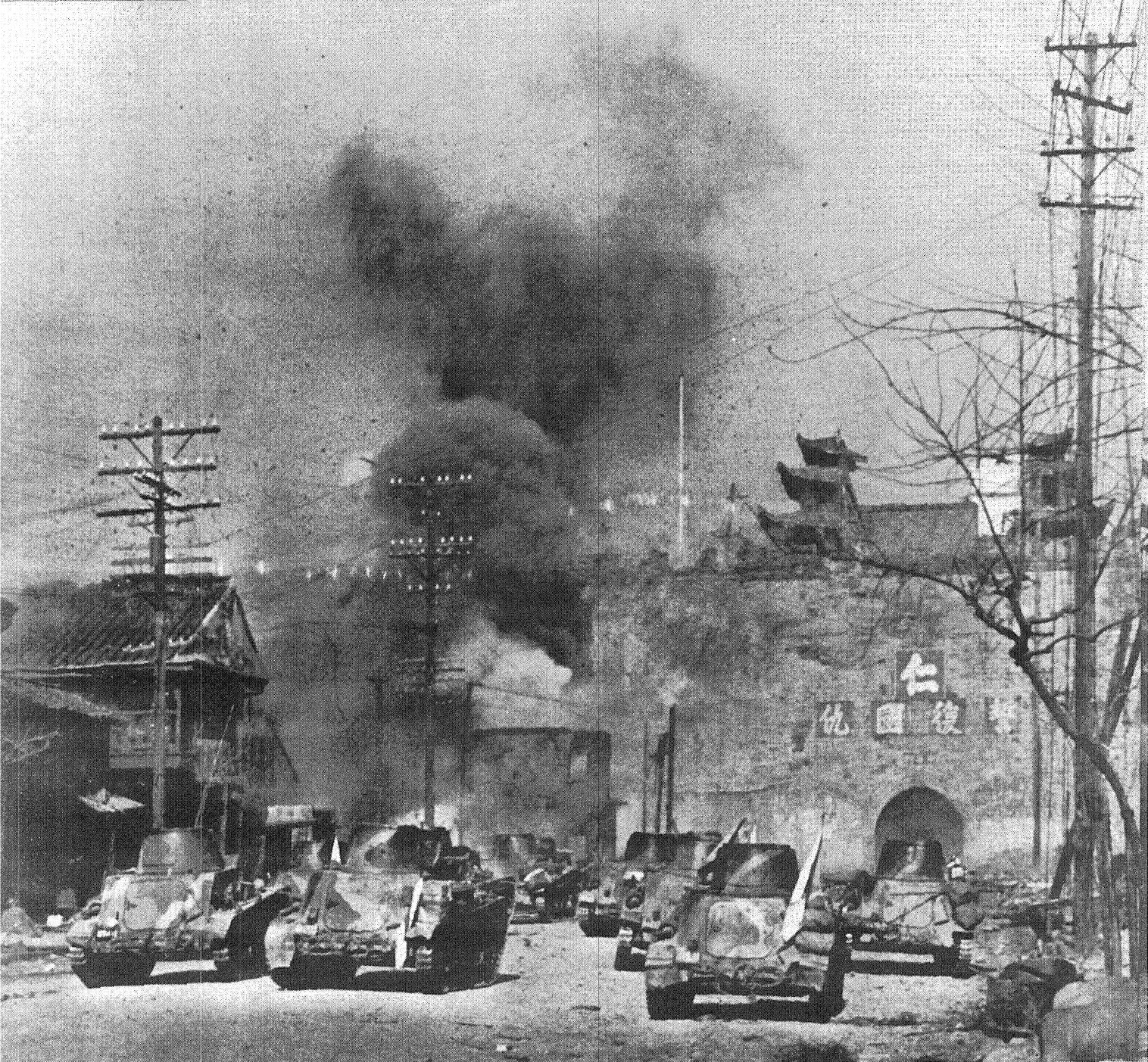
Kiểu 94 trước một vụ nổ tại Trung Hoa Môn, trận Nam Kinh (Ngày 12 tháng 12, năm 1937).

Kiểu 94 chủ yếu được triển khai trong các "đại đội khinh tăng". chúng được triển khai trong các sư đoàn bộ binh để sử dụng cho vai trò trinh sát. mỗi sư đoàn Nhật Bản có 4 trung đội khinh tăng, mỗi trung đội có 4 chiếc khinh tăng. vì kiểu 94 là một phương tiện rẻ tiền, với chi phí sản xuất chỉ bằng một nửa giá của xe tăng hạng nhẹ Kiểu 95 Ha-Ho dẫn đến việC Kiểu 94 là phương tiện được đưa vào biên chế nhiều hơn bất kỳ loại xe tăng nào khác của Nhật Bản với 823 chiếc đã được sản xuất. bao gồm 300 chiếc xuất xưởng vào năm 1935, 246 chiếc vào năm 1936, 200 chiếc vào năm 1937 và 70 chiếc vào năm 1938. kiểu 94 được "thiết kế đặc biệt" để hoạt động ở Trung Quốc và tỏ ra hiệu quả trong việc hỗ trợ hỏa lực cho bộ binh và trinh sát cho các sư đoàn bộ binh. do tiện ích mang lại của thiết kế trong chiến đấu ở trung quốc, Lục quân đế quốc Nhật Bản đã bằng lòng giữ lại kiểu 94 và tiếp tục cho nó trong biên chế cho đến hết chiến tranh, ngay cả khi khinh tăng vào thời điểm đó sớm đã trở nên lỗi thời trong các quân đội phương tây.
Với sự bắt đầu của Chiến tranh thế giới thứ 2, một số Kiểu 94 đã được cung cấp cho các sư đoàn bộ binh Nhật Bản tại Thái Bình Dương. chúng đã được nhìn thấy với các hoạt động của mình tại Miến Điện, Đông Ấn thuộc Hà Lan, Philippines và trên một số hòn đảo thuộc Lãnh thổ Ủy trị Nam Dương. Một số cũng đã được giao cho lực lượng trên bộ của Hải quân đế quốc Nhật Bản.
Một phân đội gồm 8 chiếc khinh tăng Kiểu 94 tạo thành đơn vị khinh tăng thuộc tập đoàn bộ binh số 56 (còn được đặt tên là đơn vị khinh tăng Anai, theo tên đội trưởng của họ), họ là một phần của "Biệt đội Sakaguchi" với vai trò đáng chú ý trong cuộc xâm lược Java của Nhật Bản. Phân đội khinh tăng đã tham gia tấn công vào một phần tử lớn của kẻ địch vào ngày 2 tháng 3 và đánh tan họ, trước khi chiếm một cây cầu vào cùng đêm. vào lúc rạng sáng họ đã đánh chiếm vị trí của 600 binh lính địch ở bờ đối diện, và tiếp tục tham gia các chiến dịch tấn công buộc quân đội Hà Lan phải đầu hàng không lâu sau đó gần Surakarta. Biệt đội Sakaguchi cùng với Biệt đội Shoji đã nhận được thư tuyên dương của đơn vị mẹ của họ (tập đoàn quân số 16) vì những đóng góp của họ trong chiến dịch, họ cũng là những đơn vị duy nhất nhận được nó.
Năm 1941, quân đội của Chính quyền Uông Tinh Vệ được Nhật Bản cung cấp mười tám chiếc khinh tăng Kiểu 94. Năm 1943, thêm 10 chiếc nữa đã được trao cho Quân đội đế quốc Mãn Châu để thành lập một đại đội thiết giáp. chúng vẫn tiếp tục được sử dụng cho đến cuối năm 1945.
Các đợt triển khai chiến đấu chính, bao gồm:
- Hà Bắc, Trung Quốc: Tiểu đoàn xe tăng số 1 và Tiểu đoàn xe tăng số 2
- Sát Cáp Nhĩ, Trung Quốc: Lữ đoàn hỗn hợp độc lập số 1
- Thượng Hải, Trung Quốc: Tiểu đoàn xe tăng số 5
- Trận Đài Nhi Trang, Trung Quốc: Đại đội xe tăng đặc biệt trực thuộc Đơn vị xe tăng biệt động Trung Quốc.
- Tô Châu, Trung Quốc: Tiểu đoàn xe tăng số 1 và Tiểu đoàn xe tăng số 5
- Nặc Môn Hãn, Mãn Châu: Trung đoàn xe tăng 3 và Trung đoàn xe tăng 4
- Trường Xuân, Mãn Châu: Đơn vị thiết giáp của quân đội Đế quốc Mãn Châu
- Nam Kinh, Trung Quốc: Đơn vị thiết giáp của Chính quyền Uông Tinh Vệ
- Đảo Timor: Đại đội khinh tăng Sư đoàn 38 IJA
- Java: Đơn vị khinh tăng Anai, Trung đoàn trinh sát số 2, 3 và 48, Biệt đội Sakaguchi, Phân đội khinh tăng thuộc Nhóm bộ binh 56
- Đảo san hô Kwajalein: Tiểu đoàn 2 thuộc Lữ đoàn cơ động biển số 1 của Lục quân

## Hình ảnh

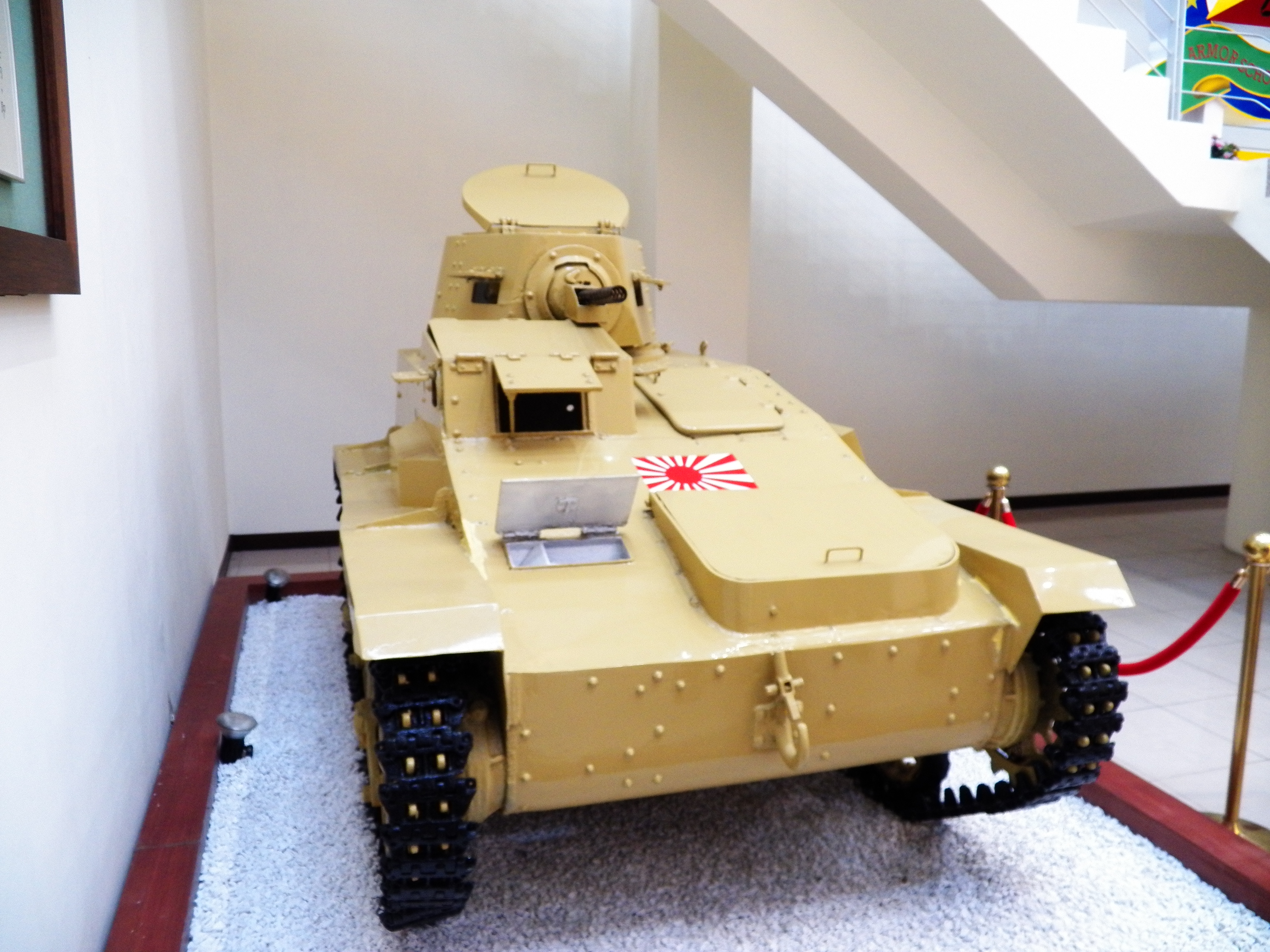
Một mẫu Kiểu 94 được trung bày tại Đài Loan
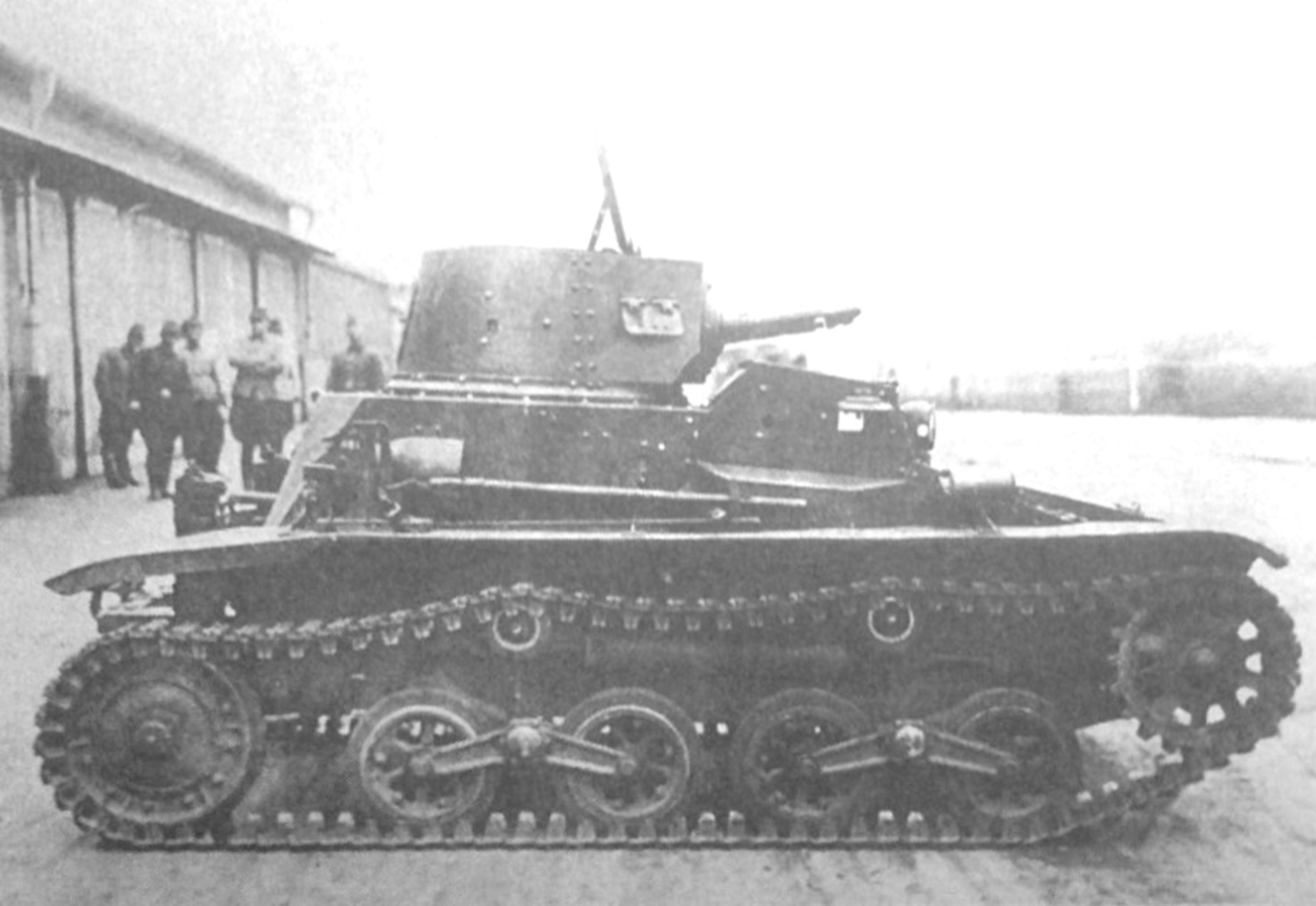
Kiểu 94 mẫu cuối cùng
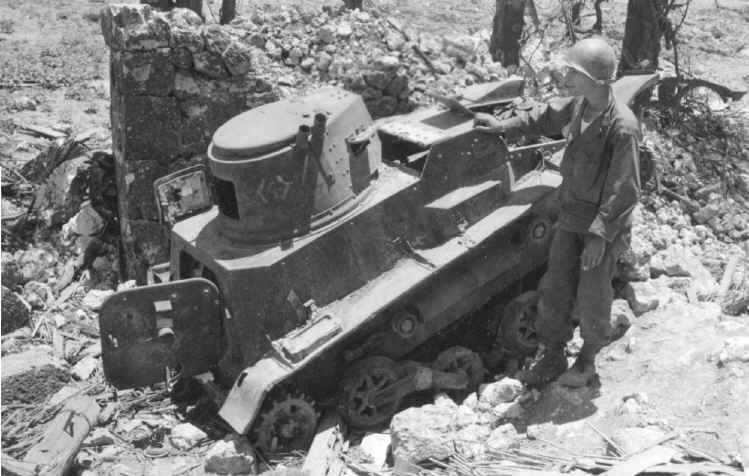
Type 94 bị bắt tại Trận Okinawa
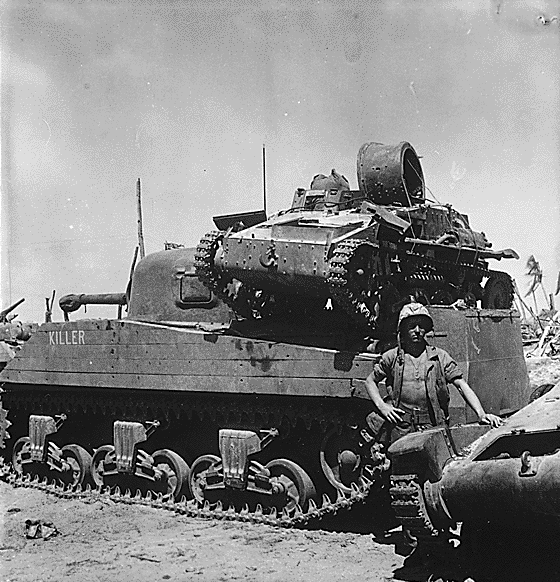
Một chiếc Type 94 (bị bắt) được chở trên M4 Sherman ở Kwajalein

## Các loại xe thiết giáp đồng hạng
- Đức: Panzer I
- Ý: L3/33 và L3/35
- Romania: R-1
- Ba Lan: TKS/TK-3
- Tiệp Khắc: AH-IV, Tančík vz. 33
- Liên Xô: T-27 • T-37A • T-38
- Thụy Điển: Strv m/37
- Anh: Light Tank Mk VI và Carden Loyd
- Hoa Kỳ: Marmon-Herrington CTLS